# Paco Liaño
Francisco Liaño Fernández (Muriedas, Cantabria, España, 16 de noviembre de 1964), conocido como Paco Liaño, es un exfutbolista español que jugaba de portero.

## Trayectoria
Su primer equipo fue el Velarde C. F., antes de fichar por el Real Racing Club de Santander, con el que debutó en Segunda División en la temporada 1983-84. Tras conseguir el ascenso con el club cántabro militó en Primera División las tres siguientes temporadas, aunque sólo en la última, la de un nuevo descenso para los montañeses, tuvo algo de protagonismo, al disputar ocho partidos.
En las tres campañas siguientes, de nuevo en Segunda con el Racing, también disputó muy pocos encuentros, lo que propició su salida de la entidad. Para la temporada 1990-91 fichó por el Sestao S. C., que competía asimismo en la categoría de plata, donde se convirtió en titular indiscutible y jugó los treinta y ocho partidos del campeonato, además de obtener su primer Trofeo Zamora.
Esta actuación le abrió las puertas del R. C. Deportivo de la Coruña, que lo reclutó para su nueva etapa en Primera. En total jugó ocho temporadas, en las que encajó 142 goles en 165 partidos, y logró en dos ocasiones más el Trofeo Zamora, en las campañas 1992-93 y 1993-94. Mantiene el récord, compartido con Jan Oblak, de ser el portero menos goleado en una temporada, conseguido en la 1993-94, con 18 goles encajados en 38 jornadas (0,47 goles/partido).
Sobre la etapa del Súper Dépor recuerda:

«Aquello era la locura, la felicidad, yo flotaba. Estuve unos días viviendo en el Hotel Riazor, hasta que encontré una pequeña vivienda que alquilé, y para mí el ir paseando a diario desde el hotel por todo el paseo marítimo hasta nuestro campo…

Yo he tenido la suerte de vivir el mejor momento futbolístico de Coruña, creo que ni cuando quedaron campeones de Liga la gente… Yo me sentía como el marido que toda madre quería para su hija, o el nieto de todas las abuelas… Tardaba cinco minutos desde mi casa hasta el estadio, iba a entrenar andando, y después de los partidos me seguía una multitud de niñas.

Recuerdo ir a la iglesia y en una ocasión el cura pidió un aplauso para mí en mitad de misa. Era una parroquia que estaba donde tienen ahora el busto de Arsenio, haciendo esquina con Riazor. El gallego, además, tiene un carácter más afable que el de los cántabros, que somos más distantes. Ellos son súper cariñosos, hasta en la forma de hablar, y nosotros, los futbolistas, éramos los héroes en aquel pueblo».

En la temporada 1996-97 fichó por el Real Sporting de Gijón, pero participó únicamente en dos encuentros. Tras pasar en blanco la campaña 1997-98 con los gijoneses, y aquejado de una polidiscopatía cervical, decidió poner fin a su carrera deportiva con treinta y cuatro años.
Tras su retirada se dedica a entrenar porteros en la escuela de Goyo Zamoruca, en Santander.
El 31 de enero de 2014, tras la celebración por orden judicial de la Junta de Accionistas del Racing de Santander, en la que se destituyó a la anterior dirección presidida por Ángel Lavín, fue nombrado consejero y uno de los responsables del área deportiva del club.
El 6 de marzo de 2014, después de conocerse que Jacobo Montalvo volvía a ser el propietario del Racing de Santander por haber llegado a un acuerdo con el administrador judicial holandés de WGA para que desistiera del recurso presentado contra la sentencia que le devolvía la mayoría accionarial al empresario madrileño, se celebró una reunión en las oficinas de los Campos de Sport de El Sardinero con todas las partes implicadas dentro del racinguismo para nombrar un nuevo consejo de consenso, del que decidió no formar parte y dimitió del cargo que ocupaba hasta el momento.

## Clubes
| Club                          | País   | Año       |
| ----------------------------- | ------ | --------- |
| Real Racing Club de Santander | España | 1984-1990 |
| Sestao S. C.                  | España | 1990-1991 |
| R. C. Deportivo de La Coruña  | España | 1991-1996 |
| Real Sporting de Gijón        | España | 1996-1998 |

## Palmarés

### Campeonatos nacionales
| Título              | Club                   | País   | Año  |
| ------------------- | ---------------------- | ------ | ---- |
| Copa del Rey        | Deportivo de La Coruña | España | 1995 |
| Supercopa de España | Deportivo de La Coruña | España | 1995 |

### Distinciones individuales
| Distinción                        | Año  |
| --------------------------------- | ---- |
| Trofeo Zamora de Segunda División | 1991 |
| Trofeo Zamora de Primera División | 1993 |
| Trofeo Zamora de Primera División | 1994 |